# Рюкюская квакша
Рюкюская квакша (лат. Hyla hallowellii) — вид лягушек из рода квакш, обитающий на Рюкюских островах.

## Описание
У рюкюской квакши маленькое и стройное тело. Морда усеченная, кантус тупой. Ноздри почти на кончике рыла. Барабанная перепонка круглая, около 2/5 диаметра глаза. Пальцы рук и ног заканчиваются круглыми липкими дисками. Перепонки передних конечностей хорошо развиты, а перепонки задних конечностей - умеренно. Кожа на спине почти гладкая. Имеется большой срединный подгулярный голосовой мешок и пара щелевидных отверстий. Брачные подушечки присутствуют у самца и имеют серовато-желтый цвет. Кариотип - 2n=24, с 6 большими парами и 6 малыми парами. Длина тела 3-4 см.

## ДНК
Фауна Центрального Рюкю включает высокий процент эндемичных видов, и рюкюская квакша является одним из таких элементов, встречающихся в общей сложности на восьми островах в группах островов Амами и Окинава. Используя образцы, представляющие все эти восемь островных популяций,  изучены вариации морфологии, кариотипа, аллозима и мтДНК, чтобы прояснить картину географической дифференциации рюкюской квакши и рассмотреть факторы ее формирования. Нет чётких популяционных различий в кариотипе. Из генетического анализа с использованием аллозимов и cyt b, обнаружена низкая общая дифференциация среди популяций. Однако южные популяции с Окинавадзимы и Ёрондзимы были генетически почти идентичны северной популяции Амамиосима. От этой группы географически промежуточные популяции Токуносима и Какэромадзима показали заметную дифференциацию. Эти модели географической дифференциации сильно отличаются от тех, которые известны у других видов амфибий Центрального Рюкю, и предполагают, что рюкюская квакша имеет эволюционную историю, уникальную для этого вида.

## Биология
Обитает на островах Кикаигасима, Амамиосима, Токуносима, Окинавадзиме и на Ириомотедзиме. Этот вид обитает в низинных лесах и лугах недалеко от человеческого жилья. Размножение происходит с середины марта до середины мая в стоячих водах рисовых полей и небольших заводях. Брачные крики имеют преобладающую частоту 4,6 кГц и издаются перед дождем в периоды, когда не размножаются. Яйца бледно-коричневые, диаметром 1,2 мм, откладываются врассыпную. Зрелая личинка достигает длины 40 мм, с коротким рылом, широко расставленными глазами и глубоким хвостовым плавником. Взрослые особи этого вида питаются листьями и ветками небольших кустарников и трав. Они меняют цвет тела, но никогда не имеют темных отметин. Часто обитают у людских жилищ. 